# Сінкінг-Спрінг (Пенсільванія)
Сінкінг-Спрінг (англ. Sinking Spring) — місто (англ. borough) в США, в окрузі Беркс штату Пенсільванія. Населення — 4286 осіб (2020).

## Географія
Сінкінг-Спрінг розташований за координатами 40°19′29″ пн. ш. 76°1′21″ зх. д. / 40.32472° пн. ш. 76.02250° зх. д. (40.324692, -76.022530).  За даними Бюро перепису населення США в 2010 році місто мало площу 3,26 км², з яких 3,26 км² — суходіл та 0,01 км² — водойми.

## Демографія
Згідно з переписом 2010 року, у селищі мешкало 4008 осіб у 1664 домогосподарствах у складі 1062 родин. Густота населення становила 1228 осіб/км².  Було 1733 помешкання (531/км²).
Расовий склад населення:
| - 84,9 % — білих - 6,4 % — чорних або афроамериканців - 2,4 % — азіатів - 0,1 % — корінних американців - 3,1 % — осіб інших рас |

До двох чи більше рас належало 3,0 %. Частка іспаномовних становила 8,9 % від усіх жителів.
За віковим діапазоном населення розподілялося таким чином: 24,4 % — особи молодші 18 років, 62,6 % — особи у віці 18—64 років, 13,0 % — особи у віці 65 років та старші. Медіана віку мешканця становила 36,8 року. На 100 осіб жіночої статі у селищі припадало 92,2 чоловіків;  на 100 жінок у віці від 18 років та старших — 90,0 чоловіків також старших 18 років.
Середній дохід на одне домашнє господарство  становив 71 205 доларів США (медіана — 52 200), а середній дохід на одну сім'ю — 77 851 долар (медіана — 63 015). Медіана доходів становила 43 750 доларів для чоловіків та 41 301 долар для жінок. За межею бідності перебувало 10,0 % осіб, у тому числі 12,5 % дітей у віці до 18 років та 5,7 % осіб у віці 65 років та старших.
Цивільне працевлаштоване населення становило 1998 осіб. Основні галузі зайнятості: освіта, охорона здоров'я та соціальна допомога — 33,2 %, виробництво — 14,6 %, роздрібна торгівля — 12,7 %.